# 奎宿增三
奎宿增三，即双鱼座54（54 Psc）是双鱼座的一颗橙矮星，视星等为+5.84，距离地球约36光年。
2003年1月16日，天文学家发现了一颗环绕双鱼座54运转的系外行星：双鱼座54b。2006年，一顆環繞這顆恆星運行的褐矮星也被發現。

## 行星系統
該行星軌道與其母恆星的距離為0.28天文单位（在水星軌道內），公轉一周需要62個地球日，這顆行星的質量估計為木星質量的20%。
雙魚座54的自轉軸與地球的視線有83+7
−56的夾角，假設行星與恆星具有相同的傾角，則此行星的真實質量接近於它的最小質量； 不過，已知有幾個“熱木星”相對於母恆星的自轉軸是傾斜的。
行星的偏心率很高，約為0.65。高度橢圓的軌道表明，有一個遠離恆星的看不見的天體的引力正在將行星向外拉。隨著在系統內發現棕矮星伴星，這一現象得到了解釋。
適居類地行星的軌道半徑需要有0.68AU（相當於太陽系內金星的軌道），這意味著240天的軌道周期。在後來對褐矮星的模擬中，雙魚座54b的公轉軌道會讓它“清掃”掉0.5天文單位內的大多數塵埃粒子，只留下“在已知行星的近距離附近的低偏心率軌道上，接近1:2軌道共振”的小行星。此外，後續觀測已經排除了公轉周期為一年或更短的海王星級或更重的行星的可能性；不過這仍然允許0.6 AU或更遠的軌道上存在地球大小的行星

。
| 成員 (依恆星距離) | 质量            | 半長軸 (AU) | 轨道周期 (天) | 離心率     | 傾角 | 半径 |
| ----------------- | --------------- | ----------- | ------------- | ---------- | ---- | ---- |
| b                 | ≥0.228±0.011 MJ | 0.295±0.029 | 62.250±0.004  | 0.645±0.02 | —    | —    |